# Třída M15
Třída M15 byla třída monitorů britského královského námořnictva z období první světové války. Jejich hlavním úkolem bylo ostřelování pobřežních cílů. Celkem bylo postaveno 14 jednotek této třídy. Ve službě byly v letech 1915–1937. Tři byly potopeny za světové války a dvě vlastními posádkami během intervence do ruské občanské války.

## Stavba
Celkem bylo postaveno 14 jednotek této třídy. Využívaly 234mm kanóny z vyřazených křižníků třídy Edgar. Na stavbě se podílely loděnice William Gray & Co. v Hartlepoolu a Raylton Dixon & Co. v Middlesbrough. Do služby vstoupily v roce 1915.
Jednotky třídy M15:
| Jméno   | Loděnice      | Založení kýlu | Spuštěna | Vstup do služby | Status |
| ------- | ------------- | ------------- | -------- | --------------- | --- |
| HMS M15 | Gray          | 1915          | 1915     | červen 1915     | Dne 11. listopadu 1917 potopen poblíž Gazy německou ponorkou SMS UC-38.                                       |
| HMS M16 | Gray          | 1915          | 1915     | červen 1915     | Vyřazen 1920.                                                                                                 |
| HMS M17 | Gray          | 1915          | 1915     | červenec 1915   | Vyřazen 1920.                                                                                                 |
| HMS M18 | Gray          | 1915          | 1915     | červenec 1915   | Vyřazen 1920.                                                                                                 |
| HMS M19 | Raylton Dixon | 1915          | 1915     | červen 1915     | Vyřazen 1920.                                                                                                 |
| HMS M20 | Raylton Dixon | 1915          | 1915     | červenec 1915   | Vyřazen 1920.                                                                                                 |
| HMS M21 | Raylton Dixon | 1915          | 1915     | červenec 1915   | Dne 20. října 1918 potopen poblíž Doveru na mině.                                                             |
| HMS M22 | Raylton Dixon | 1915          | 1915     | srpen 1915      | Od roku 1919 minonoska, později cvičná loď, vyřazena.                                                         |
| HMS M23 | Raylton Dixon | 1915          | 1915     | červenec 1915   | Vyřazen. |
| HMS M24 | Raylton Dixon | 1915          | 1915     | říjen 1915      | Vyřazen 1920.                                                                                                 |
| HMS M25 | Raylton Dixon | 1915          | 1915     | září 1915       | Dne 16. září 1919 potopen vlastní posádkou na řece Dvině.                                                     |
| HMS M26 | Raylton Dixon | 1915          | 1915     | říjen 1915      | Vyřazen 1920.                                                                                                 |
| HMS M27 | Raylton Dixon | 1915          | 1915     | listopad 1915   | Dne 16. září 1919 potopen vlastní posádkou na řece Dvině.                                                     |
| HMS M28 | Raylton Dixon | 1915          | 1915     | srpen 1915      | Dne 20. ledna 1918 potopen bitevním křižníkem Yavuz Sultan Selim a lehkým křižníkem Midili v bitvě u Imbrosu. |

## Konstrukce

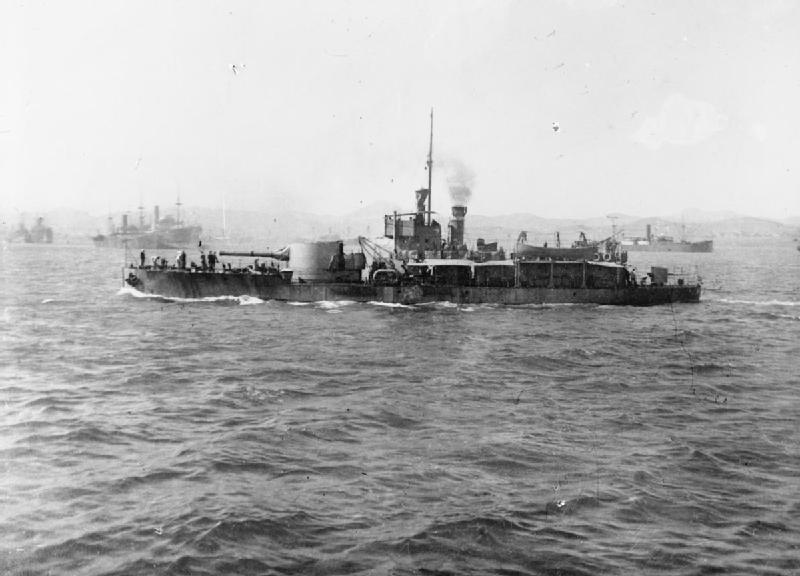
HMS M15

Základní výzbroj monitorů třídy M15 tvořil jeden 234mm kanón Mk.VI v příďové věži, dále jeden 76mm kanón a jeden 57mm kanón. Pouze monitory M25–M27 od počátku nesly hlavní výzbroj jednoho 190mm kanónu. Tyto kanóny byly vyrobeny pro bitevní lodě třídy Swiftsure. Pohonný systém tvořily dva kotle a dva parní stroje o výkonu 800 hp, pohánějící dva lodní šrouby. Nejvyšší rychlost dosahovala 11 uzlů. Dosah byl 1140 námořních mil při rychlosti 8 uzlů.

### Modernizace
Hlavní 234mm kanón monitorů M21, M23 a M24 byl v letech 1916–1917 nahrazen 190mm kanónem.